# Calamus melanorhynchus
Calamus melanorhynchus är en enhjärtbladig växtart som beskrevs av Odoardo Beccari. Calamus melanorhynchus ingår i släktet Calamus och familjen Arecaceae. Inga underarter finns listade i Catalogue of Life.